# Xenophysa monastica
Xenophysa monastica är en fjärilsart som beskrevs av Charles Boursin 1969. Xenophysa monastica ingår i släktet Xenophysa och familjen nattflyn. Inga underarter finns listade i Catalogue of Life.